# 25601 Francopacini
25601 Francopacini è un asteroide della fascia principale. Scoperto nel 2000, presenta un'orbita caratterizzata da un semiasse maggiore pari a 3,2373695 UA e da un'eccentricità di 0,1493055, inclinata di 2,73366° rispetto all'eclittica.
L'asteroide è dedicato all'astronomo e divulgatore Franco Pacini.